# Yoshitaka Amano
Pour les articles homonymes, voir Amano.
天野 喜孝
Œuvres principales
- Rampo
- Vampire Hunter D
- Guin Saga
- Les Chasseurs de rêves

Yoshitaka Amano (天野 喜孝, Amano Yoshitaka), né le 26 mars 1952 à Shizuoka, près de Tōkyō, est un artiste multidisciplinaire japonais. Concepteur de personnages, peintre, illustrateur et créateur de décors et de costumes pour le théâtre et le cinéma, il a aussi travaillé sur plusieurs personnages d'animation emblématiques, tels que Gatchaman, Tekkaman, Hutchy l'abeille et Casshern. En 1982, il devient artiste indépendant et rencontre le succès en tant qu'illustrateur pour de nombreux auteurs. Il a travaillé sur des séries de romans populaires, telles que The Guin Saga et Vampire Hunter D. Il est également connu pour ses illustrations pour la franchise de jeux vidéo Final Fantasy.
Depuis les années 1990, Amano crée et expose, dans des galeries du monde entier, des peintures acryliques mettant en scène ses icônes rétro pop sur panneaux d'aluminium. Il a remporté cinq fois le prix Seiun et a également remporté le prix Bram Stoker, en 1999, pour sa collaboration avec Neil Gaiman dans Les Chasseurs de rêves. En janvier 2020, une de ses œuvres est apparue sur la page couverture du magazine Vogue en Italie alors qu'on lui avait demandé de peindre la modèle Lindsey Wixson.
Les influences d'Amano comprennent les premières bandes dessinées occidentales, l'orientalisme, l'art nouveau et les gravures sur bois traditionnelles japonaises. Début 2010, il a créé le Studio Devaloka, une société de production cinématographique.

## Parcours
C'est un dessinateur japonais qui devient rapidement concepteur de personnages après avoir été embauché par les studios d'animation Tatsunoko en 1967, à l'âge de quinze ans.
Amano travaille sur plusieurs séries tel Gatchaman (adapté sous le titre La Bataille des planètes en France) et Konchū Monogatari: Shin Minashigo Hatchi (suite de Hutchy le petit orphelin).
En 1982, Amano quitte Tatsunoko pour fonder son propre studio indépendant, Ten Productions, où il crée quantité d'illustrations de style science-fiction et fantastique pour de nombreuses publications anglaises, américaines et japonaises et gagne plusieurs prix pour la qualité de son travail. Plus d'un million de ses livres d'art sont vendus au Japon et ses peintures sont exposées à Orléans, New York, Séoul et Bruxelles. Il a entre autres conçu les personnages et l'univers de Vampire Hunter D de Hideyuki Kikuchi et illustré Les Chasseurs de rêves, une adaptation d'une légende japonaise par l'auteur Neil Gaiman.
En 1984, Amano s'associe au cinéaste Mamoru Oshii pour créer le film d'animation Tenshi no Tamago.
En 1986, l'éditeur de jeux vidéo Square (alors inconnu) demande à Amano de concevoir les personnages d'un nouveau jeu, Final Fantasy et il accepte. Ce sont ses couleurs aquarelles qui donnent alors à Final Fantasy une apparence distinctive.
Amano apparait en 1998 dans le film New Rose Hotel dans lequel il joue le personnage d'Hiroshi.
Il met aussi son talent au service de projets variés tel que la conception de costumes pour des pièces de théâtre.

## Travaux

### Illustration
- Genji[Lequel ?]
- Rampo
- Chimera
- Vampire Hunter D
- Guin Saga
- Les Chasseurs de rêves
- The Heroic Legend of Arslan
- Sohryuden: Legend of the Dragon Kings
- Elektra and Wolverine: The Redeemer
- Yoshitaka Amano: The Sky (Illustrations de Final Fantasy à Final Fantasy X)
- Galneryus

### Jeux vidéo
- Final Fantasy I (1987) (Nintendo Entertainment System)
- Final Fantasy II (1988) (NES)
- First Queen (1988) (PC98, X68000)
- Duel (1989) (PC88)
- Duel98 (1989) (PC98)
- Final Fantasy III (1990) (NES)
- First Queen 2 (1990) (PC98)
- Final Fantasy IV (1991) (Super Nintendo)
- Final Fantasy V (1992) (SNES)
- Kawanakajima Izuroku (1992) (PC98)
- First Queen 3 (1993) (PC98) —
- Final Fantasy VI (1994) (SNES)
- Front Mission (1995) (SNES)
- Front Mission: Gun Hazard (1996) (SNES)
- Final Fantasy VII (1997) (PlayStation) (Seulement des concepts et des artworks de personnages)
- Kartia: Word of Fate (1998) (PS)
- Final Fantasy VIII (1999) (PS) (Seulement des concepts et des artworks de personnages)
- Final Fantasy IX (2000) (PS) .
- El Dorado Gate Volumes 1 à 7 (2000-2001) (Dreamcast)
- Final Fantasy X (2001) (PlayStation 2) (Seulement des concepts et des artworks de personnages)
- Front Mission 1st (2007) (Nintendo DS)
- Final Fantasy XII (PS2) (Seulement des concepts et des artworks de personnages)
- Final Fantasy XIII (PlayStation 3, Xbox 360) (Seulement des artworks de personnages)
- Fantasy Life (Nintendo DS) - (2012)
- Fairy Fencer F (PlayStation 3 )  (2013) (artworks des personnages)
- Child of light (PC (Windows), PlayStation 3, Xbox 360, Wii U, PlayStation Vita, PlayStation 4, Xbox One) (concept et artworks des personnages)
- Windwalkers (PC) (artworks des personnages)

### Dessins animés
- Tekkaman The Space Knight
- Casshan
- Gatchaman
- Time Bokkan
- Robotech
- L'Œuf de l'ange
- Amon Saga

## Prix et récompenses
- 2000 : Prix Eisner du meilleur livre lié à la bande dessinée pour Les Chasseurs de rêves (avec Neil Gaiman)
- 2018 : Prix Inkpot, pour l'ensemble de son œuvre